# Nowa Wieś (gmina Poczesna)
Nowa Wieś – wieś sołecka w Polsce położona w województwie śląskim, w powiecie częstochowskim, w gminie Poczesna.
Przez miejscowość przebiega droga krajowa nr 91.
W 2008 roku liczba mieszkańców wynosiła 638, a w 2010 658.
W miejscowości znajduje się świetlica wiejska, rozbudowana w 2011 roku.

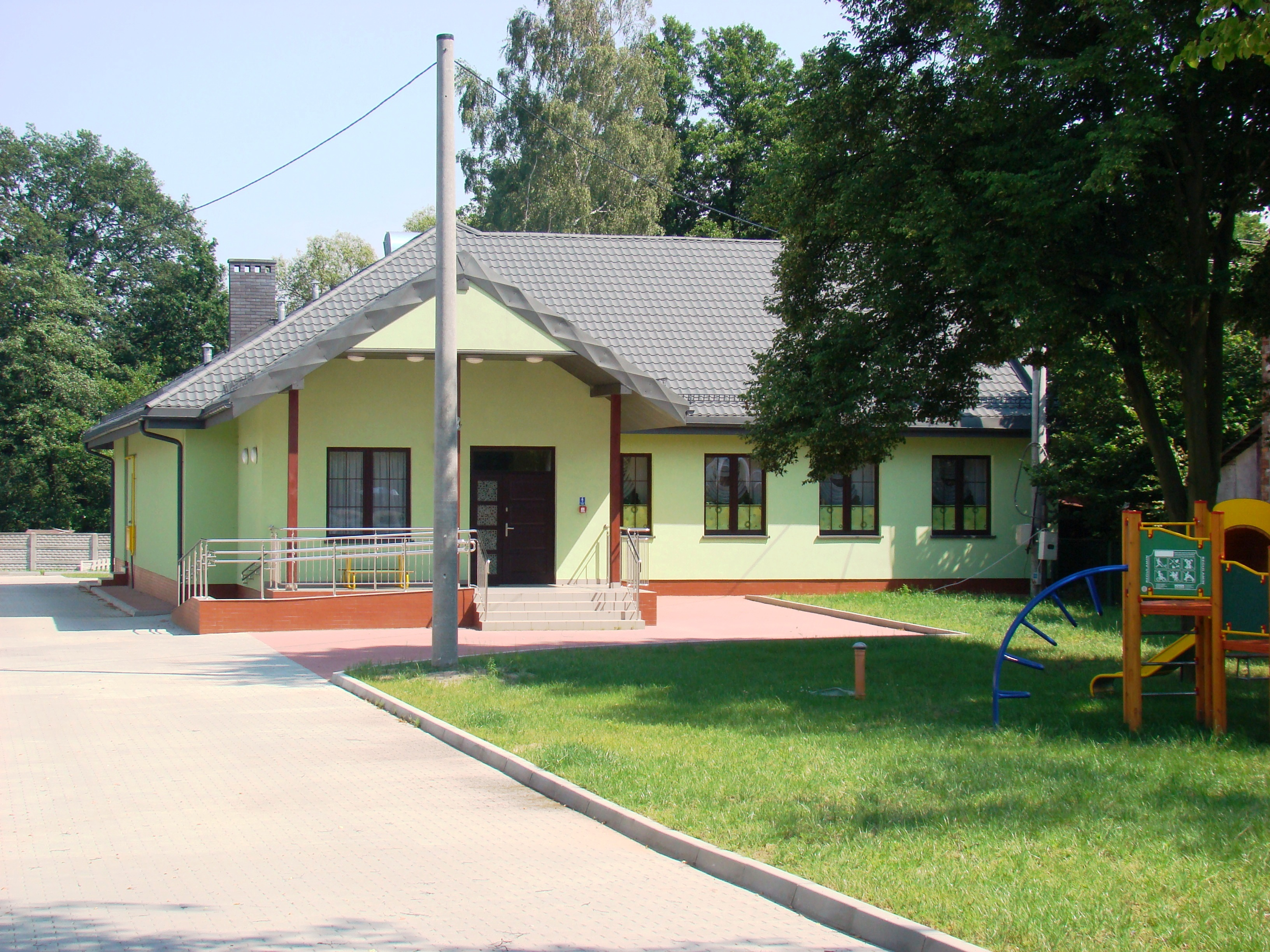
Świetlica wiejska

## Historia
W końcu XVIII wieku dobra Błeszno Pierwsze należały do Amona Syrokomli Karońskiego, komisarza cywilno-wojskowego, subdelegata krakowskiego. W skład tych dóbr wchodziła Nowa Wieś.
W wyniku II rozbioru Polski wieś znalazła się w granicach Prus, w prowincji Prusy Południowe. Leżała w powiecie częstochowskim, w departamencie łęczyckim, następnie piotrkowskim, a od 1798 roku w departamencie kaliskim. W latach 1807–1815 leżała w Księstwie Warszawskim, w powiecie częstochowskim, w departamencie kaliskim. Po Kongresie Wiedeńskim leżała w Królestwie Polskim, w powiecie częstochowskim, w obwodzie wieluńskim, w województwie kaliskim, od 1837 roku w guberni kaliskiej. Od 1867 roku wchodziła w skład gminy Huta Stara w powiecie częstochowskim w guberni piotrkowskiej.
W wyniku odzyskania niepodległości przez Polskę w 1918 roku znalazła się w granicach II Rzeczypospolitej. Leżała w gminie Huta Stara (od 1931 gminie Wrzosowa) w powiecie częstochowskim województwa kieleckiego. Po wybuchu II wojny światowej została włączona do III Rzeszy. Znajdowała się w powiecie Blachownia w rejencji opolskiej w prowincji Śląsk (od stycznia 1941 roku w nowej prowincji Górny Śląsk). Podczas wojny w obozach koncentracyjnych zginęło 8 mieszkańców wsi.
Po wojnie gromada Nowa Wieś należała do gminy Wrzosowa w powiecie częstochowskim w województwie kieleckim (od 1950 w katowickim).
W latach 1975–1998 miejscowość administracyjnie należała do województwa częstochowskiego.

### Kopalnie rud żelaza
1 listopada 1953 roku otwarto kopalnię rud żelaza „Tadeusz II”. Po zakończeniu eksploatacji została zlikwidowana. Była to jedna z największych i najnowocześniejszych kopalń rud żelaza w Polsce po 1945 roku. Występował tu pokład syderytu ilastego. Obecnie pozostała po niej hałda. W dawnych budynkach kopalni działają prywatne firmy. W budynku nadszybia funkcjonuje zakład meblarski. W pobliżu dawnej kopalni znajdują się cztery bloki wielorodzinne wybudowane dla pracowników kopalni.

## Gospodarka
Od 1974 roku w Nowej Wsi znajduje się siedziba firmy „Alfa Sosnowscy”, lidera wśród producentów branży oświetleniowej. Została założona przez braci Stanisława i Janusza Sosnowskich. Jest to jeden z największych pracodawców w regionie częstochowskim.
Na terenach powierzchniowych kopalni „Tadeusz II” mieścił się od 1972 r. oddział W-33 Zakładu Budowy Maszyn „Osiny”, w którym produkowano autobus międzymiastowy Osinobus. Wydział zatrudniał do 600 osób. Całkowita produkcja wydziału to ok. 8000 sztuk Osinobusów.
W latach 1993–2015 znajdowała się tu również siedziba i zakład produkcyjny firmy „Press Glass”. Zakład został przeniesiony do Radomska.
Niedaleko hałdy dawnej kopalni Tadeusz wybudowano hipermarket Auchan, otwarty 8 sierpnia 2001 roku. Hipermarket jest częścią Galerii Auchan. 8 listopada 2007 roku otwarto tuż obok hipermarket budowlano-dekoracyjny Leroy Merlin. W 2009 roku w ramach Galerii Auchan, obok hipermarketu wybudowano sklep sportowy Decathlon.
Przy drodze krajowej nr 91 znajduje się hodowla alpak oraz kawiarnia i sklep z artykułami wykonanymi z wełny alpak. Znajdują się tam również inne gatunki egzotycznych zwierząt, np. ibisy szkarłatne.

## Parafia rzymskokatolicka
Parafianie wyznania rzymskokatolickiego podlegają pod parafię św. Jana Chrzciciela w Poczesnej.

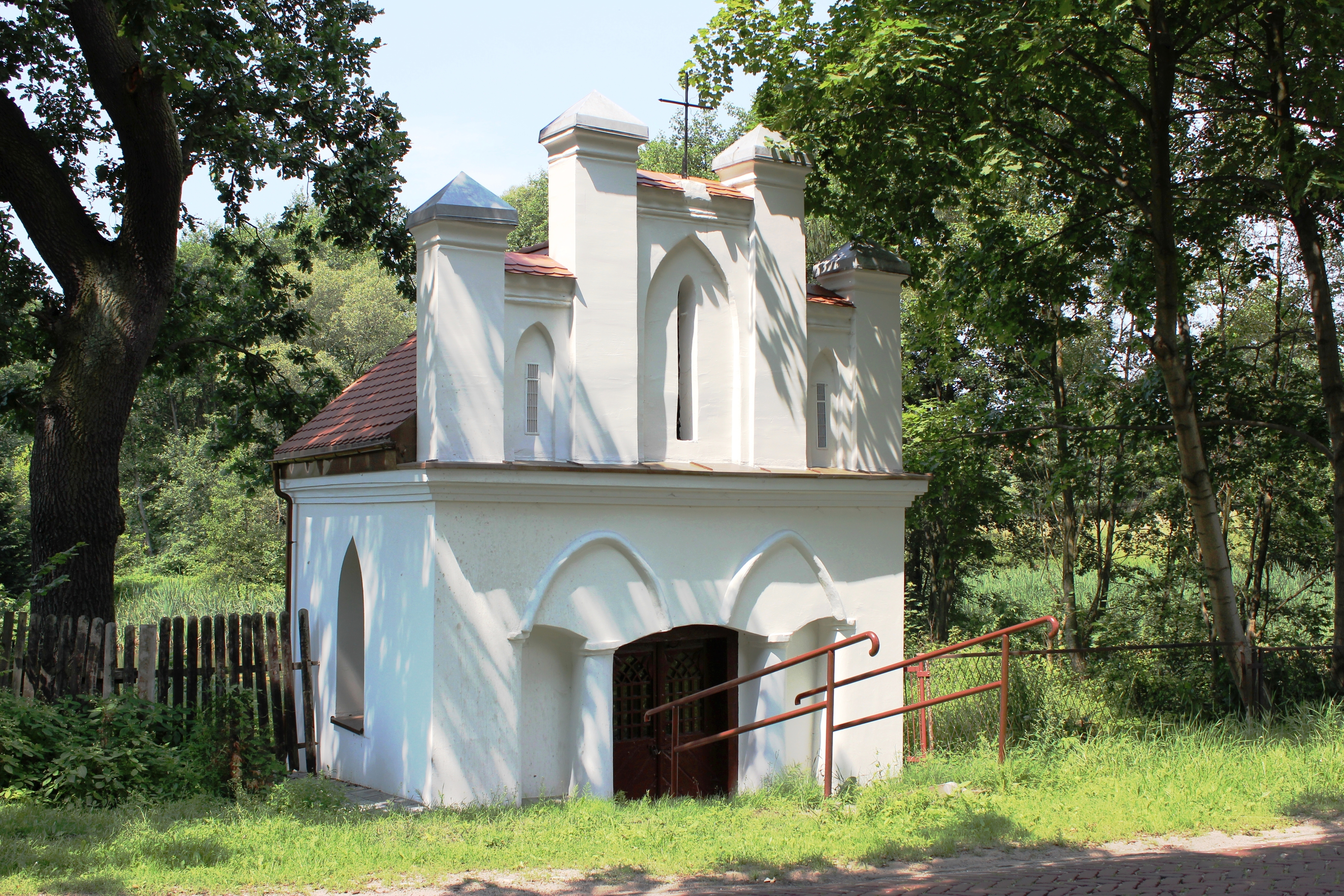
Kaplica z 1880 roku

## Zabytki
W Nowej Wsi znajduje się kapliczka z 1880 roku w stylu neogotyckim. Istnieje kilka wersji, co do powodu jej wybudowania. Na mapie z początku XIX wieku na terenie Nowej Wsi istniał cmentarz, właśnie w miejscu gdzie stoi kapliczka. Na cmentarzu miano grzebać tych, którzy w czasie epidemii chorób zakaźnych, wędrowali by pomodlić się przed cudownym obrazem św. Sebastiana, znajdującym się w kościele w Poczesnej. Nie przeżywali oni podróży i chowano ich w tym miejscu.
Inna wersja mówi o nieszczęśliwym wypadku, jaki miał mieć tu miejsce. W 1772 roku i jeszcze w XIX wieku na terenach obecnej wsi znajdował się majątek i wieś Hutki, sięgająca aż po Korwinów. Dziedzicami była rodzina Kozłowskich. Przejeżdżający w tym miejscu wierzchem na koniu 33-letni wówczas dziedzic został przez niego zrzucony i w wyniku upadku zmarł. Został pochowany na parafialnym cmentarzu, a na pamiątkę żona zleciła wybudowanie tej kapliczki.
Inna wersja mówi o śmierci dziecka dziedziczki tych ziem. Kapliczka ta została wybudowana by uczcić pamięć tej tragedii. Dziedziczka mogła w niej spokojnie się pomodlić.
Kapliczka została w 2011 roku odrestaurowana.
Przez wieś przebiega fragment wybudowanej w latach 1935–1936 drogi Warszawa-Katowice. Jest ona ułożona ręcznie z klinkieru w formie jodełki (fragment od Częstochowy do Będzina wybudowano właśnie z klinkieru). Fragment tej drogi stanowi ulica Częstochowska.